# Liste der Staatsoberhäupter 1808
Übersicht
◄◄ | ◄ | 1804 | 1805 | 1806 | 1807 | Liste der Staatsoberhäupter 1808 | 1809 | 1810 | 1811 | 1812 | ► | ►►

Weitere Ereignisse

## Afrika
- Ägypten
  - Vizekönig und osmanischer Pascha: Muhammad Ali Pascha (1805–1848)
- Äthiopien
  - Kaiser: Egwala Seyon (1801–1818)
- Burundi
  - König: Ntare IV. Rugamba (ca. 1796–ca. 1850)
- Dahomey
  - König: Adandozan (1797–1818)
- Marokko (Alawiden-Dynastie)
  - Sultan: Mulai Sulaiman (1792–1822)
- Ruanda
  - König: Mutara II. 1802–1853
- Tunesien (Husainiden-Dynastie)
  - Sultan: Hammuda Bey (1782–1814)

## Amerika

### Angloamerika
- Vereinigte Staaten von Amerika
  - Staats- und Regierungschef: Präsident Thomas Jefferson (1801–1809)

### Karibik
- Haiti (umstritten)
  - Staats- und Regierungschef: Präsident Henri Christophe (1806–1820)

### Lateinamerika
- Vizekönigreich Brasilien
  - Vizekönig: Marcos de Noronha e Brito (1806–1808)
  - Prinzregent: João (1808–1816/22)
- Vizekönigreich Neugranada
  - Vizekönig: Antonio Amar y Borbón (1803–1810)
- Vizekönigreich Neuspanien
  - Vizekönig: José de Iturrigaray (1803–1808)
  - Vizekönig: Pedro de Garibay (1808–1809)
- Vizekönigreich Peru
  - Vizekönig: José Fernando Abascál y Sousa (1806–1816)
- Vizekönigreich des Río de la Plata
  - Vizekönig: Santiago de Liniers (1807–1809)

## Asien
- Abu Dhabi
  - Scheich: Shakhbut bin Dhiyab (1793–1816)
- Afghanistan
  - König: Schodscha Schah Durrani (1803–1809)
- China (Qing-Dynastie)
  - Kaiser: Jia Qing (1796–1820)
- Japan
  - Kaiser: Kokaku (1780–1817)
  - Shōgun (Tokugawa): Tokugawa Ienari (1786–1837)
- Korea (Joseon)
  - König: Sunjo (1800–1834)
- Persien (Kadscharen-Dynastie)
  - Schah: Fath Ali (1797–1834)
- Thailand
  - König: Rama I. (1782–1809)

## Australien und Ozeanien
- Hawaii
  - König: Kamehameha I. (1795–1819)

## Europa
- Andorra
  - Co-Fürsten:
    - Kaiser der Franzosen: Napoléon I. (1806–1814)
    - Bischof von Urgell: Francesc Antoni de la Dueña y Cisneros (1797–1816)
- Bremen
  - Staatsoberhaupt: Bürgermeister Heinrich Lampe (1803–1811)
- Dänemark und Norwegen
  - König: Christian VII. (1766–1808)
  - König: Friedrich VI. (1808–1839)
- Etrurien (am 30. Mai zu Frankreich)
  - Herrscher: (vakant)
- Frankreich
  - Herrscher: Kaiser Napoléon I. (1799–1814)
- Hamburg (besetzt durch Frankreich)
  - Staatsoberhaupt: Bürgermeister Friedrich von Graffen (1801–1811; 1813–1820)
- Holland
  - Herrscher: König Lodewijk Napoleon (1806–1810)
- Italien
  - Herrscher: König Napoléon I. (1805–1814)
- Kirchenstaat
  - Herrscher: Papst Pius VII. (1801–1809; 1814–1823)
- Lübeck (besetzt durch Frankreich)
  - Staatsoberhaupt: ?
- Mecklenburg-Schwerin
  - Herrscher: Herzog Friedrich Franz I. (1785–1837)
- Mecklenburg-Strelitz
  - Herrscher: Herzog Karl II. (1794–1816)
- Montenegro (bis 1878 unter osmanischer Suzeränität)
  - Fürstbischof (Vladika): Petar I. Petrović-Njegoš (1782–1830)
- Neapel
  - Herrscher:
    1. König Joseph Bonaparte (1806–15. Juli 1808)
    2. König Joachim Murat (15. Juli 1808–1815)
- Oldenburg
  - Herrscher: Administrator Peter Friedrich Ludwig (1785–1810, 1814–1829)
- Osmanisches Reich
  - Sultan: Mustafa IV. (1807–November 1808)
  - Sultan: Mahmut II. (November 1808–1839)
- Österreich
  - Herrscher: Kaiser Franz I. (1792–1835)
- Portugal
  - Königin: Maria I. (1777–1816) (1792 entmündigt) (1815–1816 Königin von Brasilien)
  - Regent: Johann Herzog von Braganza (1792–1816) (1816–1826 König von Portugal, 1815–1816 Regent von Brasilien, 1816–1822 König von Brasilien)
- Preußen
  - König: Friedrich Wilhelm III. (1797–1840) (1797–1806 Kurfürst von Brandenburg)
- Rheinbund
  - Protektor: Napoléon Bonaparte (1806–1813)
  - Anhalt-Bernburg: Herzog Alexius Friedrich Christian (1796–1834)
  - Anhalt-Dessau: Herzog Leopold III. (1751–1817)
  - Anhalt-Köthen: Herzog August Christian (1789–1812)
  - Arenberg: Herzog Prosper-Ludwig (1803–1810)
  - Baden: Großherzog Karl Friedrich (1746–1811)
  - Bayern: König Maximilian I. (1799–1825) bis 1805 Kurfürst
  - Berg: Großherzog Joachim Murat (1806–1808)
  - Hessen-Darmstadt
    - Großherzog: Ludwig I. (1790–1830) (1790–1806 Landgraf)
      - Präsident des Gesamt-Ministeriums: Friedrich August Freiherr von Lichtenberg (1805–1819)

  - Hohengeroldseck: Fürst Philipp von der Leyen (1806–1815)
  - Hohenzollern-Hechingen: Fürst Hermann (1798–1810)
  - Hohenzollern-Sigmaringen: Fürst Anton Aloys (1785–1831)
  - Isenburg-Birstein: Fürst Carl (1803–1814)
  - Liechtenstein: Fürst Johann I. Josef (1805–1836)
  - Lippe-Detmold
    - Herrscher: Fürst Leopold II. (1800–1851, unter Vormundschaft)
    - Regentin: Fürstin Pauline zur Lippe (1802–1820)

  - Nassau: Herzog Friedrich August (1806–1816)
  - Pyrmont: Fürst Georg I. (1805–1812)
  - Reuß ältere Linie: Fürst: Heinrich XIII. (1800–1817)
  - Reuß-Schleiz: Fürst ?
  - Reuß-Lobenstein: Fürst ?
  - Reuß-Ebersdorf: Fürst ?
  - Sachsen: König Friedrich August I. (1763–1827)
  - Sachsen-Coburg-Saalfeld: Herzog Ernst I. (1806–1826)
  - Sachsen-Gotha-Altenburg: Herzog August (1804–1822)
  - Sachsen-Hildburghausen: Herzog Friedrich (1780–1826)
  - Sachsen-Meiningen
    - Herrscher: Herzog Bernhard II. (1803–1866, unter Vormundschaft)
    - Regentin: Herzogin Louise Eleonore von Hohenlohe-Langenburg (1803–1822)

  - Sachsen-Weimar-Eisenach: Herzog Carl August (1758–1828)
  - Salm: Konstantin Alexander Fürst zu Salm-Salm und Friedrich IV. Fürst zu Salm-Kyrburg (noch minderjährig, vertreten durch die vormundschaftlichen Regenten Amalie von Hohenzollern-Sigmaringen und Moritz Prinz von Salm-Kyrburg)
  - Schaumburg-Lippe: Fürst Georg Wilhelm (1787–1860)
  - Schwarzburg-Rudolstadt
    - Herrscher: Fürst Friedrich Günther (1807–1867, unter Vormundschaft)
    - Regentin: Fürstin Caroline Luise von Hessen-Homburg (1807–1814)

  - Schwarzburg-Sondershausen: Fürst Günther Friedrich Karl I. (1794–1835)
  - Waldeck: Fürst Friedrich Karl August (1763–1812)
  - Westphalen: König Jérôme (1807–1813)
  - Württemberg: König Friedrich I. (1797–1816) Herzog 1797–1806, König 1806–1816
  - Würzburg: Großherzog Ferdinand III. (1805–1814)
- Russland
  - Kaiser: Alexander I. (1801–1825)
- Sardinien
  - Herrscher: König Viktor Emanuel I. (1802–1821)
- Schweden
  - König: Gustav IV. Adolf (1792–1809)
- Sizilien
  - Herrscher: König Ferdinand I. (1759–1825)
- Spanien
  - König: Karl IV. (1788–19. März 1808)
  - König: Ferdinand VII. (19. März 1808–6. Mai 1806, 1813–1833)
  - König: Joseph I. (6. Juni 1808–1813) (1806–1808 König von Neapel)
- Ungarn
  - König: Franz I. (1792–1835) (1792–1806 Kaiser, 1792–1835 König von Böhmen, 1815–1835 König von Lombardo-Venetien, 1792–1797 und 1799–1800 Herzog von Mailand, 1792–1804 Erzherzog von Österreich, 1804–1835 Kaiser von Österreich)
- Vereinigtes Königreich
  - Staatsoberhaupt: König Georg III. (1801–1820) (1760–1801 König von Großbritannien und Irland, 1760–1806 Kurfürst von Braunschweig-Lüneburg,  1814–1820 König von Hannover)
  - Regierungschef: Premierminister William Henry Cavendish-Bentinck, 3. Duke of Portland (1783, 1807–1809)
- Walachei (unter osmanischer Oberherrschaft; 1806–1812 von Rußland besetzt)
  - Russische Militärverwaltung (1807–1812)